# 데리아 알라보라

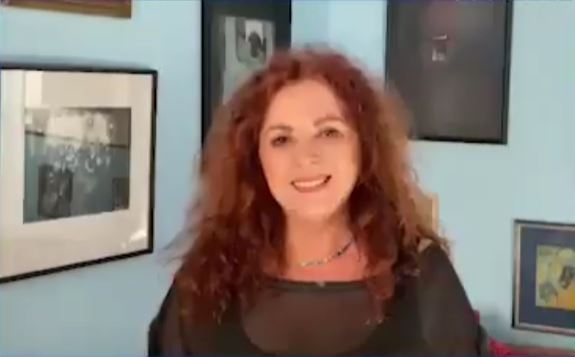

데리아 알라보라(Derya Alabora, 1959년 8월 19일 ~ )는 터키의 배우, 영화배우이다.
이스탄불에서 태어났다.

## 영화
- 독 안에 든 내 사랑 2 (2018년)
- 독 안에 든 내 사랑 (2014년)
- 모스트 원티드 맨 (2014년) - 레일라 역
- 금으로 물든 저녁 (2013년)
- 그녀가 떠날 때 (2010년) - 할리메/우마이의 어머니 역
- 인 다크네스 (2009년)
- 판도라의 상자 (2008년)
- 순수 (1997년)